# Marasmius podocarpicola
Marasmius podocarpicola är en svampart som beskrevs av Pennycook 2003. Marasmius podocarpicola ingår i släktet Marasmius och familjen Marasmiaceae.   Inga underarter finns listade i Catalogue of Life.